# Пуговишников, Дмитрий Павлович
Дмитрий Павлович Пуговишников (1874 — ?) — рабочий, депутат Государственной думы II созыва от Ярославской губернии.

## Биография
Мещанин города Ярославль. Окончил Ярославское городское училище. Рабочий лесопильного завода Д. Е. Жакова.
6 февраля 1907 года избран в Государственную думу II созыва от общего состава выборщиков Ярославского губернского избирательного собрания. Вошёл в состав Конституционно-демократической фракции.
Дальнейшая судьба и дата смерти неизвестны.

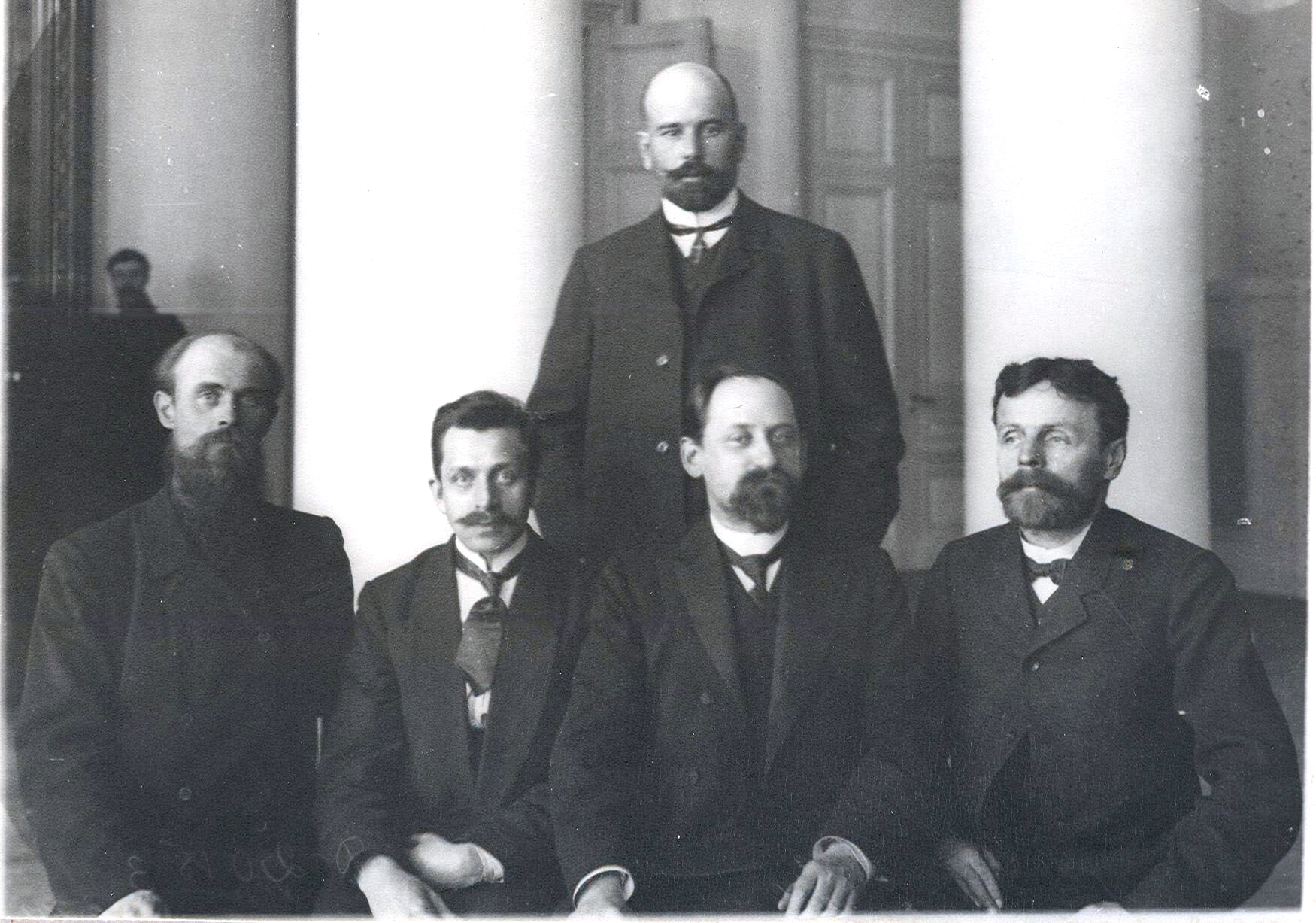
Депутаты II Государственной Думы от Ярославской губернии. Сидят: И. Г. Лавров, Д. П. Пуговишников, М. П. Бобин, В. Е. Ваулин; стоит: H. H. Тучков.

### Архивы
- Российский государственный исторический архив. Фонд 1278. Опись 1 (2-й созыв). Дело 351; Дело 527. Лист 5 оборот.